# Megacephalosaurus
Megacephalosaurus là một chi thằn lằn cổ rắn, được Schumacher mô tả khoa học năm 2013.